# Кофман Ков (Аљаска)
Кофман Ков (енгл. Coffman Cove) град је у америчкој савезној држави Аљаска.

## Демографија
По попису из 2010. године број становника је 176, што је 0 (0,0%) становника више него 2000. године.
| Група             | 2000.       | 2010.       |
| Белци             | 172 (86,4%) | 164 (93,2%) |
| Афроамериканци    | 1 (0,5%)    | 0 (0,0%)    |
| Азијати           | 1 (0,5%)    | 0 (0,0%)    |
| Хиспаноамериканци | 2 (1,0%)    | 2 (1,1%)    |
| Укупно            | 199         | 176         |